# Hot Chicks & Cool Cats
Hot Chicks & Cool Cats är ett studioalbum av Eva Eastwood från 2001.

## Låtlista
| Nr           | Titel                        | Längd |
| ------------ | ---------------------------- | ----- |
| 1.           | Diggin'the Street            | 2:05  |
| 2.           | 602 91                       | 2:15  |
| 3.           | Wendy's Wedding              | 2:56  |
| 4.           | Dome Like You Dome           | 2:03  |
| 5.           | Mama Ain't Coming Back       | 1:30  |
| 6.           | That Mistake                 | 2:46  |
| 7.           | Love My Baby                 | 2:16  |
| 8.           | One Feet Away                | 2:22  |
| 9.           | Buddy I Got You              | 2:05  |
| 10.          | Hot Chicks And Cool Cats     | 2:21  |
| 11.          | Bumper To Bumper             | 1:54  |
| 12.          | In Trouble Deep              | 2:39  |
| 13.          | Hoppin'honey                 | 2:29  |
| 14.          | Anywhere The Wind Blows      | 2:57  |
| 15.          | Everybody's Gone And Done It | 1:55  |
| 16.          | I Might Be Gone              | 3:12  |
| Total längd: | Total längd:                 | 37:55 |